# 荷泉街道
荷泉街道是中华人民共和国贵州省六盤水市钟山区下辖的一个街道办事处。

## 行政区划
荷泉街道下辖以下村级行政区划单位：
区府路社区、麒麟社区、人民中路社区、松坪北路社区、田湾社区、大剧院社区、恒达路社区、林源社区、齐辉社区、大发社区。